# Norbert Wiggershaus
Norbert Theodor Wiggershaus (* 1. Oktober 1939 in Wetter/Ruhr; † 24. Juli 2015 in Schallstadt) war ein deutscher Offizier (Oberst a. D.) und Militärhistoriker.

## Leben
Norbert Wiggershaus wurde als Sohn des kaufmännischen Angestellten Theodor Wiggershaus und seiner Frau Else, geb. Schröder, in Wetter an der Ruhr geboren. Nach dem Abitur am Mathematisch-naturwissenschaftlichen Gymnasium in Wetter im März 1960 diente er drei Jahre in der Bundeswehr. Ab dem Wintersemester 1963/64 studierte Wiggershaus Politische Wissenschaften, Geschichte und Völkerrecht an der Rheinischen Friedrich-Wilhelms-Universität Bonn. Im Januar 1971 wurde er mit der von Karl Dietrich Bracher und Hans-Adolf Jacobsen betreuten Studie Der deutsch-englische Flottenvertrag vom 18. Juni 1935. England und die geheime deutsche Aufrüstung 1933–1935 in Bonn zum Dr. phil. promoviert.
Wiggershaus war Leiter des Forschungsbereichs „Internationale Militärgeschichte und Konflikte seit 1945“ (Forschungsbereich IV) am Militärgeschichtlichen Forschungsamt (MGFA) in Freiburg im Breisgau. Dabei konzipierte er vor allem das Forschungs- und Publikationsprojekt „Entstehung und Probleme des Nordatlantischen Bündnisses“.
Bei der Bundestagswahl 2013 kandidierte er auf einem hinteren Listenplatz der CDU Baden-Württemberg. Wiggershaus war stellvertretender Bundesschatzmeister der Senioren-Union der CDU.

## Schriften (Auswahl)
- Der deutsch-englische Flottenvertrag vom 18. Juni 1935. England und die geheime deutsche Aufrüstung 1933–1935. (Bonn, Univ., Diss., 1971).
- mit Hans-Jürgen Rautenberg: Die „Himmeroder Denkschrift“ vom Oktober 1950. Politische und militärische Überlegungen für einen Beitrag der Bundesrepublik Deutschland zur westeuropäischen Verteidigung. Braun, Karlsruhe 1977, ISBN 3-7650-0850-8.
- mit Heinz-Ludger Borgert, Walter Stürm: Dienstgruppen und westdeutscher Verteidigungsbeitrag. Vorüberlegungen zur Bewaffnung der Bundesrepublik Deutschland (= Militärgeschichte seit 1945. Band 6). Boldt, Boppard am Rhein 1982, ISBN 3-7646-1807-8.
- mit Hans-Joachim Harder: Tradition und Reform. In den Aufbaujahren der Bundeswehr (= Entwicklung deutscher militärischer Tradition. Band 2). Mittler, Herford u. a. 1985, ISBN 3-8132-0210-0.
- hrsg. mit Roland G. Foerster: Die westliche Sicherheitsgemeinschaft 1948–1950. Gemeinsame Probleme und gegensätzliche Nationalinteressen in der Gründungsphase der Nordatlantischen Allianz (= Militärgeschichte seit 1945. Band 8). Im Auftrag des Militärgeschichtlichen Forschungsamtes, Boldt, Boppard am Rhein 1988, ISBN 3-7646-1878-7. (Englische Ausgabe 1993)
- hrsg. mit Klaus A. Maier: Das Nordatlantische Bündnis 1949–1956 (= Beiträge zur Militärgeschichte. Band 37). Im Auftrag des Militärgeschichtlichen Forschungsamtes, Oldenbourg, München 1993, ISBN 3-486-55967-2.
- mit Winfried Heinemann: Das internationale Krisenjahr 1956. Polen, Ungarn, Suez (= Beiträge zur Militärgeschichte. Band 48). Im Auftrag des Militärgeschichtlichen Forschungsamtes, Oldenbourg, München 1999, ISBN 3-486-56369-6.
- mit Winfried Heinemann: Nationale Außen- und Bündnispolitik der NATO-Mitgliedstaaten (= Entstehung und Probleme des Atlantischen Bündnisses. Band 2). Oldenbourg, München 2000, ISBN 3-486-56489-7.
- Vojtech Mastny und Gustav Schmidt: Konfrontationsmuster des Kalten Krieges. 1946 bis 1956 (= Entstehung und Probleme des Atlantischen Bündnisses. Bd. 3). Im Auftrag des Militärgeschichtlichen Forschungsamtes hrsg. von Dieter Krüger und Norbert Wiggershaus, Oldenbourg, München 2003, ISBN 3-486-56732-2.